# Plounéventer
Plounéventer (bretonisch Gwineventer) ist eine französische Gemeinde mit 2212 Einwohnern (Stand 1. Januar 2022) im Département Finistère in der Region Bretagne. Sie gehört zum Gemeindeverband Communauté de communes du Pays de Landivisiau.

## Lage
Die Gemeinde befindet sich im Nordwesten der Bretagne 15 Kilometer südlich der Ärmelkanalküste.
Die Groß- und Hafenstadt Brest liegt 24 Kilometer südwestlich, Morlaix 29 Kilometer östlich und Paris etwa 480 Kilometer östlich (Angaben in Luftlinie).

## Verkehr
Bei Landivisiau und Landerneau gibt es Abfahrten an der Schnellstraße E 50 Brest-Rennes und Regionalbahnhöfe an den überwiegend parallel verlaufenden Bahnstrecke.
Der Bahnhof von Brest ist Endpunkt des TGV Atlantique nach Paris und der Flughafen Aéroport de Brest Bretagne nahe Brest ist der nächste Regionalflughafen.

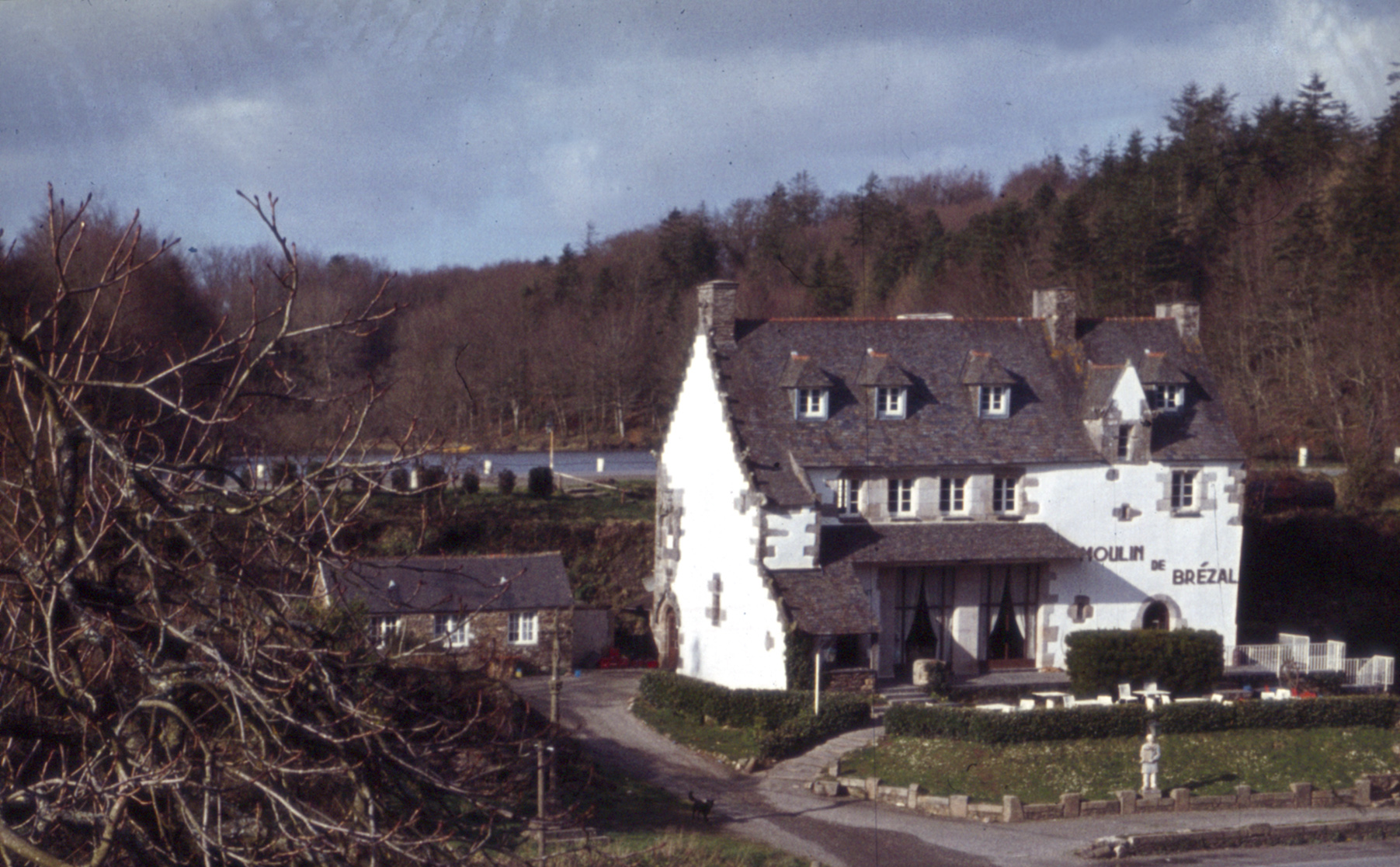
Moulin de Brezal (1978)

## Bevölkerungsentwicklung
| Jahr                       | 1962 | 1968 | 1975 | 1982 | 1990 | 1999 | 2007 | 2017 |
| Einwohner                  | 1466 | 1303 | 1310 | 1416 | 1498 | 1483 | 1684 | 2088 |
| Quellen: Cassini und INSEE |      |      |      |      |      |      |      |      |

## Sehenswürdigkeiten
Siehe: Liste der Monuments historiques in Plounéventer

## Persönlichkeiten
- Fañch Favé (1905–1951), Radrennfahrer